# Magdalena Swanepoel
Magdalena Swanepoel (Magdalena Catherina „Dalene“ Swanepoel; * 7. November 1930 in Hopetown; † 2. Juni 2007) war eine südafrikanische Speerwerferin und Kugelstoßerin.
Bei den British Empire and Commonwealth Games 1954 in Vancouver siegte sie im Speerwurf und gewann Bronze im Kugelstoßen.
1958 holte sie bei den British Empire and Commonwealth Games in Cardiff Silber im Speerwurf und wurde Vierte im Kugelstoßen.
Achtmal wurde sie nationale Meisterin im Speerwurf und fünfmal im Kugelstoßen.

## Persönliche Bestleistungen
- Kugelstoßen: 13,53 m
- Speerwurf: 49,28 m